# Blériot-SPAD S.51
SPAD 51C1 (skrót od fr. Societe pour l'Aviation et ses Derives) – francuski dwupłatowy samolot myśliwski. Zaprojektowany i zbudowany w 1923 roku we francuskiej wytwórni lotniczej Bleriot Aeronautigue w Suresnes.

## Historia
W drugiej połowie 1923 roku inż. André Herbemont zaprojektował dwupłatowy samolot myśliwski o oryginalnej konstrukcji napędzany silnikiem gwiazdowym. Samolot otrzymał oznakowanie SPAD 51C1. 
Prototyp samolotu oblatano 16 czerwca 1924 roku. Podczas prób w locie samolot wykazywał dobrą zwrotność i dużą prędkość oraz osiągał zamierzone przez konstruktora parametry lotu. Właściwości pilotażowe były poprawne, lecz ujawniła się jedna lecz zasadnicza wada – samolot trudno wychodził z korkociągu. Przed uruchomieniem produkcji seryjnej konstruktor usiłował wyeliminować tę wadę, co mu się nie udało.
Górny płat – dwudźwigarowy charakteryzował się skosem do tyłu, dolny płat – jednodźwigarowy był prosty. Miały one konstrukcję metalową, były pokryte płótnem. Lotki umieszczono na obu płatach. Komorę płatów połączono starannie oprofilowanymi słupkami i usztywniono cięgnami stalowymi. Kadłub miał konstrukcję drewnianą skorupową, składającą się z pracującego pokrycia drewnianego. Skorupę wykonano z trzech warstw z forniru tulipanowca klejonego ukośnie na odpowiednim szablonie i usztywniono od wewnątrz kilkoma wręgami. Z zewnątrz skorupę kadłuba oklejono płótnem. Tylko przód kadłuba, w którym umieszczono silnik, miał metalową konstrukcję kratownicową i był pokryty blachą duraluminiową. Usterzenie było drewniane, stateczniki pokryte sklejką, stery płótnem. Dla ułatwienia transportu i hangarowania końcówki stateczników można było podnosić do góry. Samolot SPAD 51C1  był nowoczesną konstrukcją i miał dobre osiągi. Natomiast wytrzymałość konstrukcji samolotu była niedostateczna.
Produkcję seryjną samolotu myśliwskiego SPAD 51C1 uruchomiono w 1926 roku, wyprodukowano 64 egzemplarze tego samolotu, z czego 50 sztuk sprzedano do Polski.

## Użycie samolotu w lotnictwie polskim
Samoloty myśliwskie SPAD 51C1 zostały zakupione we Francji w 1925 roku w ilości 50 sztuk wraz z podobnymi samolotami SPAD 61C1, w celu zastąpienia włoskich samolotów myśliwskich Balilla A.1. Samoloty dostarczono do Polski w 1926 roku. Skierowano je na wyposażenie 121 i 122 eskadry myśliwskiej 1 pułku lotniczego. Używano ich również do szkolenia i treningu pilotów w eskadrach treningowych 1 pułku lotniczego, Centrum Wyszkolenia Oficerów Lotnictwa w Dęblinie, Szkole Strzelania i Bombardowania w Grudziądzu oraz w Centralnej Eskadrze Treningowej.
Samoloty te jednak bardzo często ulegały katastrofom. Z uwagi na słabą wytrzymałość konstrukcji, rozsypywały się w powietrzu. Pod koniec służby zakazano akrobacji na nich bez spadochronu. Aby zwiększyć tę wytrzymałość podawano  je renowacji w Centralnych Warsztatach Lotniczych, co jednak nie przyniosło spodziewanych efektów. Ostatecznie w 1932 roku wycofano je z eskadr myśliwskich. Następcą samolotu był polski PWS-10 i budowany z licencji PWS-A.

## Opis techniczny samolotu SPAD 51C1
Samolot SPAD 51C1 był jednomiejscowym samolotem myśliwskim, dwupłatem o konstrukcji mieszanej, kabina odkryta. Podwozie klasyczne – stałe. Napęd silnik gwiazdowy, śmigło dwułopatowe, drewniane.